# جام قهرمانان کونکاکاف ۱۹۸۰
جام قهرمانان کونکاکاف ۱۹۸۰ شانزدهمین دوره مسابقات بین‌المللی فوتبال باشگاهی سالانه جام قهرمانان کونکاکاف بود که در منطقه کونکاکاف (آمریکای شمالی، آمریکای مرکزی و دریای کارائیب) برگزار شد.
اونام فینال را برد و برای اولین بار قهرمان مسابقات شد.

## تیم‌ها
۱۸ تیم در مسابقات شرکت کردند:
- منطقه آمریکای شمالی: ۵ تیم (از ۳ اتحادیه)
- منطقه آمریکای مرکزی: ۸ تیم (از ۴ اتحادیه)
- منطقه دریای کارائیب: ۶ تیم (از ۶ اتحادیه)

| تیم‌ها           | تیم‌ها          | تیم‌ها | تیم‌ها |
| --------------- | -------------- | ----- | ----- |
| کروز آزول       | اونام          |       |       |
| ساکرامنتو گلد   | بروکلین داجرز  |       |       |
| هردیانو         | کارتاگینیس     |       |       |
| آگویلا          | سانتیاگوئنیو   |       |       |
| کامیونیکیشنس    | کوبان ایمپریال |       |       |
| ماراتن          | اوناه          |       |       |
| یونگ کلمبیا     | اس‌یوبی‌تی       |       |       |
| رابین‌هود        | ترانسوال       |       |       |
| پلیس            | دیفنس فورس     |       |       |
| هتلز اینترنشنال |                |       |       |

## فرمت
تیم‌ها به ۳ منطقه (آمریکای شمالی، آمریکای مرکزی و کارائیب) تقسیم شدند، که هر کدام تیم برنده را برای شرکت در مسابقات نهایی فرستادند، که به صورت گروهی در تگوسیگالپا، هندوراس برگزار شد . بازی‌های مقدماتی تحت سیستم رفت و برگشت انجام شد.

## برنامه
| مرحله       | دور       | بازی رفت                | بازی برگشت               |
| ----------- | --------- | ----------------------- | ------------------------ |
| مقدماتی     | مرحله اول | ۲۰ مه – ۲۲ ژوئن ۱۹۸۰    | ۲۹ مه – ۲ ژوئن ۱۹۸۰      |
| مقدماتی     | مرحله دوم | ۲۲ ژوئن – ۲ نوامبر ۱۹۸۰ | ۲۹ ژوئن – ۱۶ نوامبر ۱۹۸۰ |
| مقدماتی     | مرحله سوم | ۶ نوامبر ۱۹۸۰           | ۱۳ نوامبر ۱۹۸۰           |
| مرحله نهایی | هفته ۱    | ۸ فوریه ۱۹۸۱            | ۸ فوریه ۱۹۸۱             |
| مرحله نهایی | هفته ۲    | ۱۰ فوریه ۱۹۸۱           | ۱۰ فوریه ۱۹۸۱            |
| مرحله نهایی | هفته ۳    | ۱۲ فوریه ۱۹۸۱           | ۱۲ فوریه ۱۹۸۱            |

## مرحله اول
| تیم ۱         | نتیجه نهایی | تیم ۲           | بازی رفت | بازی برگشت |
| ------------- | ----------- | --------------- | -------- | ---------- |
| اونام         | w/o         | ساکرامنتو گلد   | لغو شد   | لغو شد     |
| بروکلین داجرز | ۳–۲         | هتلز اینترنشنال | ۲–۲      | ۱–۰        |

| تیم ۱          | نتیجه نهایی | تیم ۲       | بازی رفت | بازی برگشت |
| -------------- | ----------- | ----------- | -------- | ---------- |
| کوبان ایمپریال | ۲–۲ (ق.ک.)  | پوماس اوناه | ۲–۱      | ۰–۱        |
| سانتیاگوئنیو   | w/o         | کارتاگینیس  | لغو شد   | لغو شد     |
| کامیونیکیشنس   | ۵–۲         | آگویلا      | ۲–۰      | ۳–۲        |
| ماراتن         | ۴–۳         | هردیانو     | ۳–۰      | ۱–۳        |

| تیم ۱    | نتیجه نهایی | تیم ۲    | بازی رفت | بازی برگشت |
| -------- | ----------- | -------- | -------- | ---------- |
| اس‌یوبی‌تی | ۲–۵         | رابین‌هود | ۲–۱      | ۰–۴        |
| ترانسوال | ۴–۲         | پلیس     | ۳–۱      | ۱–۱        |

- ساکرامنتو گلد انصراف داد.
- کارتاگینیس انصراف داد.

## مرحله دوم
| تیم ۱     | نتیجه نهایی | تیم ۲         | بازی رفت | بازی برگشت |
| --------- | ----------- | ------------- | -------- | ---------- |
| کروز آزول | ۱۲–۳        | بروکلین داجرز | ۹–۱      | ۳–۲        |

| تیم ۱        | نتیجه نهایی | تیم ۲        | بازی رفت | بازی برگشت |
| ------------ | ----------- | ------------ | -------- | ---------- |
| کامیونیکیشنس | ۱–۵         | ماراتن       | ۱–۱      | ۰–۴        |
| اوناه        | ۵–۳         | سانتیاگوئنیو | ۲–۲      | ۳–۱        |

| تیم ۱       | نتیجه نهایی | تیم ۲      | بازی رفت | بازی برگشت |
| ----------- | ----------- | ---------- | -------- | ---------- |
| یونگ کلمبیا | ۰–۵         | ترانسوال   | ۰–۱      | ۰–۴        |
| رابین‌هود    | ۴–۳         | دیفنس فورس | ۲–۱      | ۲–۲        |

## مرحله سوم
| تیم ۱ | نتیجه نهایی | تیم ۲     | بازی رفت | بازی برگشت |
| ----- | ----------- | --------- | -------- | ---------- |
| اونام | ۴–۱         | کروز آزول | ۱–۰      | ۳–۱        |

| تیم ۱ | نتیجه نهایی | تیم ۲  | بازی رفت | بازی برگشت |
| ----- | ----------- | ------ | -------- | ---------- |
| اوناه | ۱–۰         | ماراتن | ۱–۰      | ۰–۰        |

| تیم ۱    | نتیجه نهایی | تیم ۲    | بازی رفت | بازی برگشت |
| -------- | ----------- | -------- | -------- | ---------- |
| رابین‌هود | ۱–۰         | ترانسوال | ۰–۰      | ۱–۰        |

## فینال
تمامی بازی‌ها در تگوسیگالپا برگزار شد.

| رتبه | تیم       | بازی | برد | مساوی | باخت | گل زده | گل خورده | گل تفاضل | امتیاز | نتیجه نهایی |
| ---- | --------- | ---- | --- | ----- | ---- | ------ | -------- | -------- | ------ | ----------- |
| ۱    | اونام (C) | ۲    | ۲   | ۰     | ۰    | ۵      | ۰        | ۵+       | ۴      | قهرمان      |
| ۲    | اوناه     | ۲    | ۰   | ۱     | ۱    | ۱      | ۳        | ۲−       | ۱      |             |
| ۳    | رابین‌هود  | ۲    | ۰   | ۱     | ۱    | ۱      | ۴        | ۳−       | ۱      |             |

| اونام                       | ۳–۰ | رابین‌هود |
| --------------------------- | --- | -------- |
| - سانچز ۳۸'، ۸۵' - فرتی ۶۹' |     |          |

| اوناه       | ۱–۱ | رابین‌هود   |
| ----------- | --- | ---------- |
| - موریو ۳۵' |     | - جورج ۹۰' |

| اوناه | ۰–۲ | اونام                      |
| ----- | --- | -------------------------- |
|       |     | - فرتی ۴۳' - سانچز ۶۰' (پ) |